# LeYa
LeYa ist eine portugiesische Verlags-Holding und Buchhandelskette. Der Name entspricht lautmalerisch der portugiesischen Aufforderung zu lesen (port.: Leia, dt.: Lesen Sie).

## Das Unternehmen

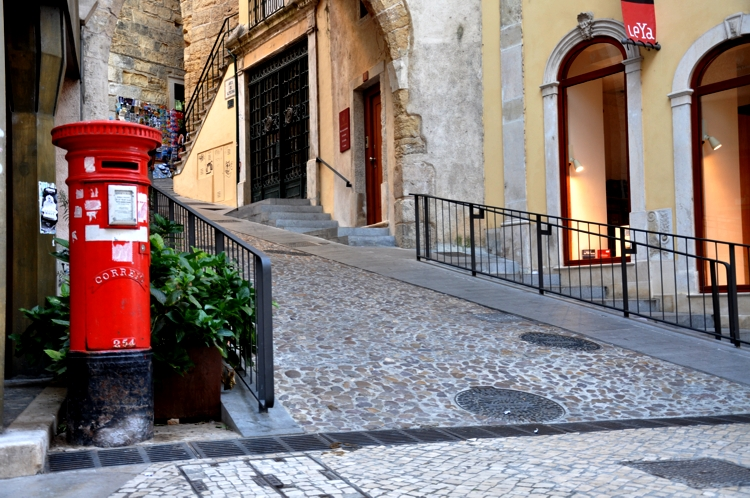
Am Stadttor Arco de Almedina in der Universitätsstadt Coimbra, rechts eine Buchhandlung mit dem Logo des LeYa-Verlags

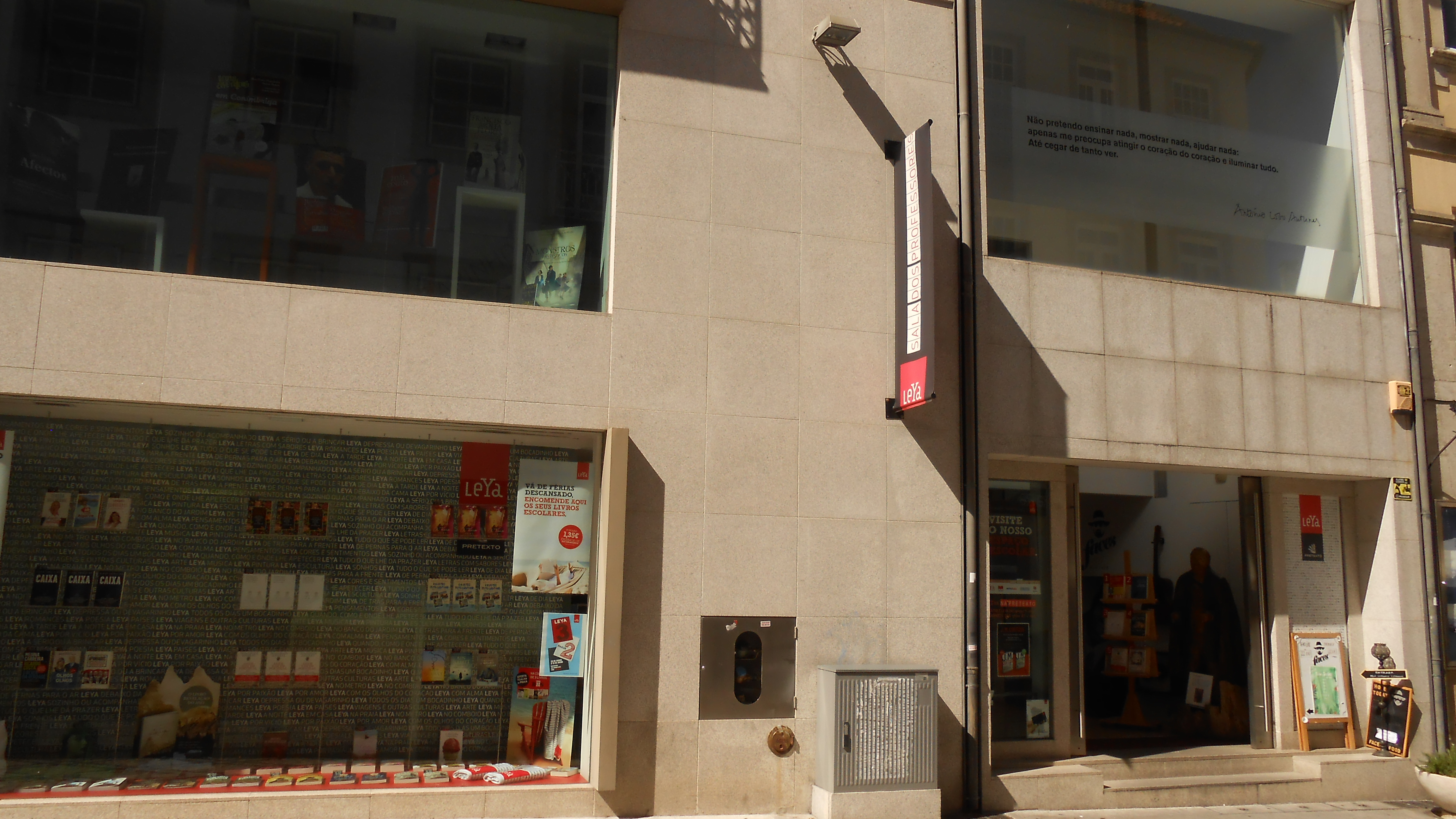
Filiale der LeYa-Buchhandlungen in Viseu

Die Verlagsgruppe wurde 2008 als Zusammenschluss mehrerer Verlage gegründet. Durch Zukäufe vergrößerte sich die Gruppe weiter. Inzwischen versammelt LeYa in Portugal 17 Verlage aus allen Sparten unter sich, darunter u. a. der bedeutende Lehrbuchverlag ASA, der seit 2002 auch ein bedeutender Comicverlag in Portugal wurde, oder auch die renommierten Literatur- und Lyrikverlage Caminho, Dom Quixote und Teorema.
Zudem ist LeYa mit eigenen, gleichnamigen Verlagen in Mosambik, Angola, und insbesondere in Brasilien vertreten. 
LeYa und Porto Editora sind die größten Verlagshäuser in Portugal. Gelegentlich wird LeYa als Marktführer genannt, jedoch weist Porto Editora meist die leicht höheren Zahlen aus. Die beiden Unternehmen teilen sich zusammen etwa 47 % des portugiesischen Marktes.
Zur LeYa-Gruppe gehören folgende Verlage:
| - Academia do Livro - BIS - Caminho - D. Quixote - Gailivro - Lua de Papel | - Oficina do Livro - Sebenta - Texto - ASA - Caderno - Casa das Letras | - Estrela Polar - Livros d'Hoje - Novagaia - Quinta Essência - Teorema |

## Der LeYa-Buchpreis
Der LeYa-Buchpreis Prémio LeYa de Romance (dt.: LeYa-Roman-Preis) wird seit 2008 von der LeYa-Gruppe vergeben. Er ist mit 100.000 Euro der höchstdotierte Buchpreis Portugals für einen unveröffentlichten Roman. Der Prémio Camões ist der renommierteste Preis der lusophonen Länder und ebenfalls mit 100.000 Euro dotiert, zeichnet jedoch das Gesamtwerk eines Künstlers aus, und nicht nur ein Einzelwerk.